# Rómeó és Júlia – Csókkal megpecsételve
A Rómeó és Júlia – Csókkal megpecsételve (eredeti cím: Romeo & Juliet: Sealed with a Kiss) 2006-ban bemutatott amerikai 2D-s animációs film. William Shakespeare Rómeó és Júlia című színműve alapján Phil Nibbelink írta és rendezte. A Phil Nibbelink Productions gyártásában készült és az Indican Pictures forgalmazásában jelent meg.
Nagy-Britannia 2005. október 17-én, Amerikában 2006. október 24-én mutatták be a mozikban. Magyarországon két szinkronos változat is készült belőle, amelyekből az elsőt 2007-ben adták ki DVD-n, a második 2011. szeptember 24-én a Minimaxon vetítették le a televízióban.

## Szereplők
| Szereplő          | Eredeti hang       | Magyar hang[forrás?]             | Magyar hang[forrás?]               |
| Szereplő          | Eredeti hang       | 1. magyar változat (Mirax, 2007) | 2. magyar változat (Minimax, 2011) |
| ----------------- | ------------------ | -------------------------------- | ---------------------------------- |
| Rómeó             | Daniel Trippett    | Markovics Tamás                  | Moser Károly                       |
| Júlia             | Patricia Trippett  | Nemes Takách Kata                | Mezei Kitty                        |
| Herceg            | Phil Nibbelink     | Vass Gábor                       | Faragó András                      |
| Mercutio          | Chip Albers        | Seszták Szabolcs                 | Magyar Bálint Sánta László (ének)  |
| Benvolio          | Sam Gold           | Kossuth Gábor                    | Renácz Zoltán                      |
| Lőrinc atya       | Michael Toland     | Makay Sándor                     | Csuha Lajos                        |
| Capuletek vezére  | Michael Toland     | Bácskai János                    | Németh Gábor                       |
| Montague-k vezére | Steve Goldberg     | Cs. Németh Lajos                 | Bolla Róbert                       |
| Puszi             | Chanelle Nibbelink | Talmács Márta                    | Pekár Adrienn                      |